# Station Bodenfelde
Station Bodenfelde (Bahnhof Bodenfelde) is een spoorwegstation in de Duitse plaats Bodenfelde, in de deelstaat Nedersaksen. Het station ligt aan de spoorlijn Ottbergen - Northeim en werd geopend in 1878. De spoorlijn Göttingen - Bodenfelde begint hier ook maar buigt pas bij Vernawahlshausen van de lijn Ottbergen - Northeim af. 

## Indeling
Het station heeft één zijperron en één eilandperron met twee perronsporen (drie in totaal), die niet zijn overkapt maar voorzien van abri's. De perrons zijn met elkaar verbonden via een voetgangerstunnel. Het station is te bereiken vanaf de straat Bahnhofstraße, in deze straat is er ook een parkeerterrein. Aan de westzijde van het station, langs het zijperron, staat het voormalige stationsgebouw.

## Verbindingen
De volgende treinserie doet het station Bodenfelde aan. De trein vanuit Northeim sluit aan op de trein naar Paderborn.
| Serie | Treinsoort                   | Route                                                                                           | Bijzonderheden                                                                       |
| ----- | ---------------------------- | ----------------------------------------------------------------------------------------------- | ------------------------------------------------------------------------------------ |
| RB 81 | Regionalbahn (DB Regio Nord) | Nordhausen – Bad Lauterberg im Harz Barbis – Herzberg (Harz) – Northeim (Han) – Bodenfelde      | Eenmaal per twee uur; versterkingsritten tussen Bodenfelde en Northeim               |
| RB 85 | Regionalbahn (NordWestBahn)  | Ottbergen – Lauenförde-Beverungen – Bodenfelde – Offensen (Kr Northeim) – Adelebsen – Göttingen | Oberweser-Bahn eenmaal per twee uur in het weekend, gekoppeld in Ottbergen aan RB 84 |